# Saint-Jean-de-la-Léqueraye

Saint-Jean-de-la-Léqueraye este o comună în departamentul Eure, Franța. În 1 ianuarie 2018 avea o populație de 67 de locuitori.